# 여승원 (1984년)
여승원(呂承垣, 1984년 5월 1일 ~ )은 대한민국의 전직 축구 선수로서 포지션은 공격수이다.